# Jongunjoki
Jongunjoki är ett vattendrag i Finland. Det ligger i Kuhmo i den centrala delen av landet, 500 km nordost om huvudstaden Helsingfors.